# Brückenburg

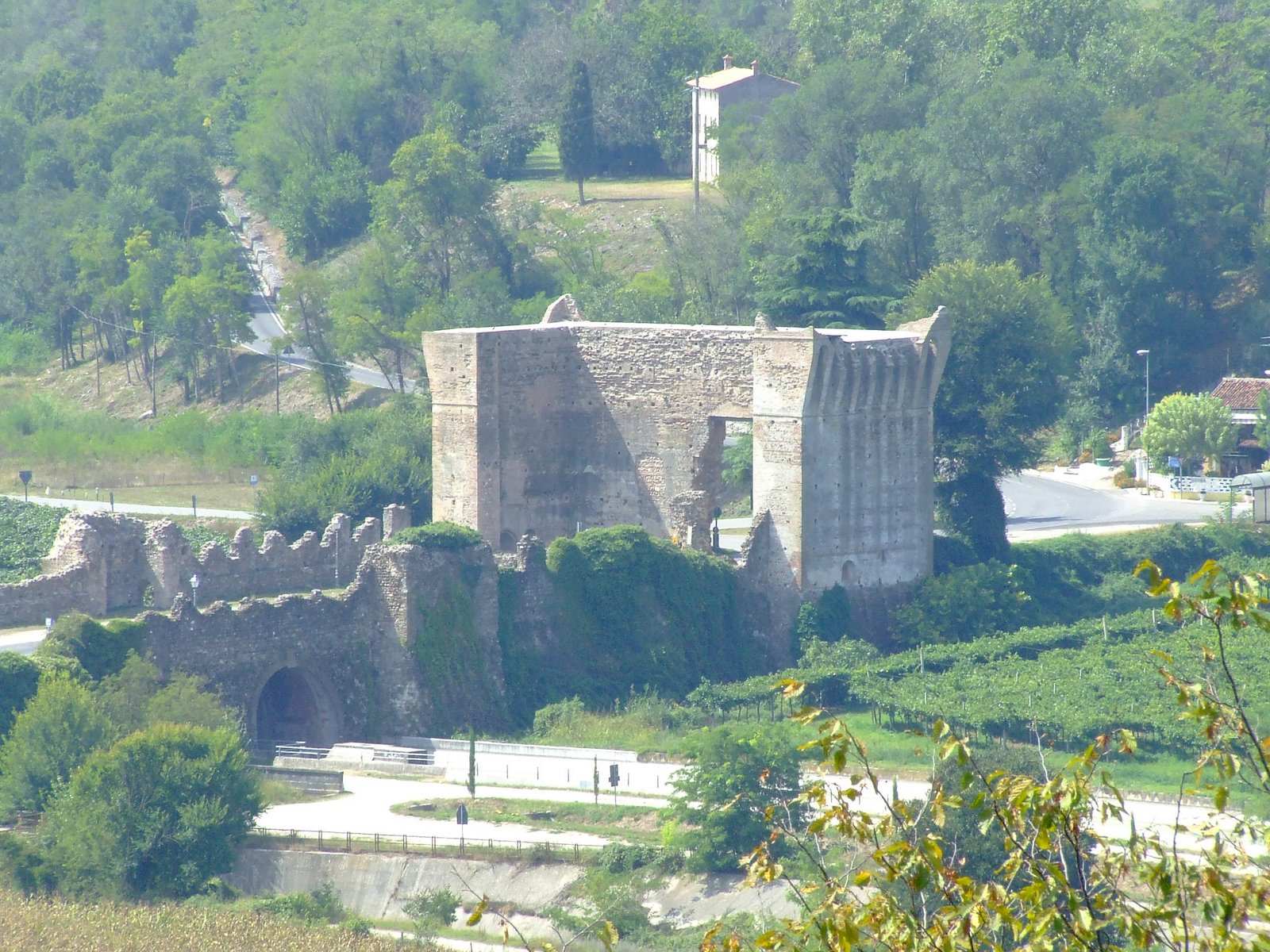
Ein Tor der norditalienischen Brückenburg Valeggio sul Mincio

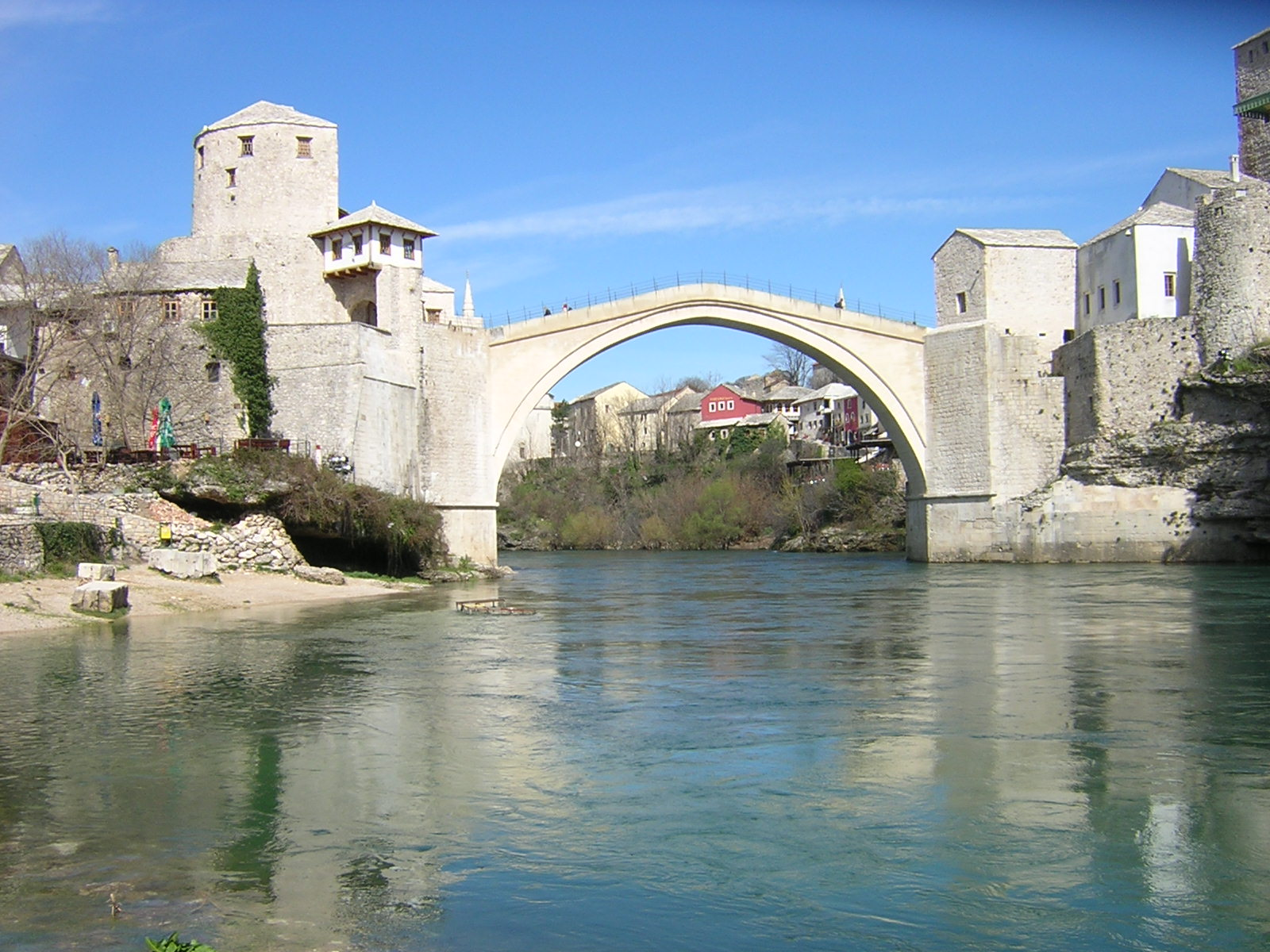
Die Brückenburg Stari Most (Alte Brücke) in Mostar

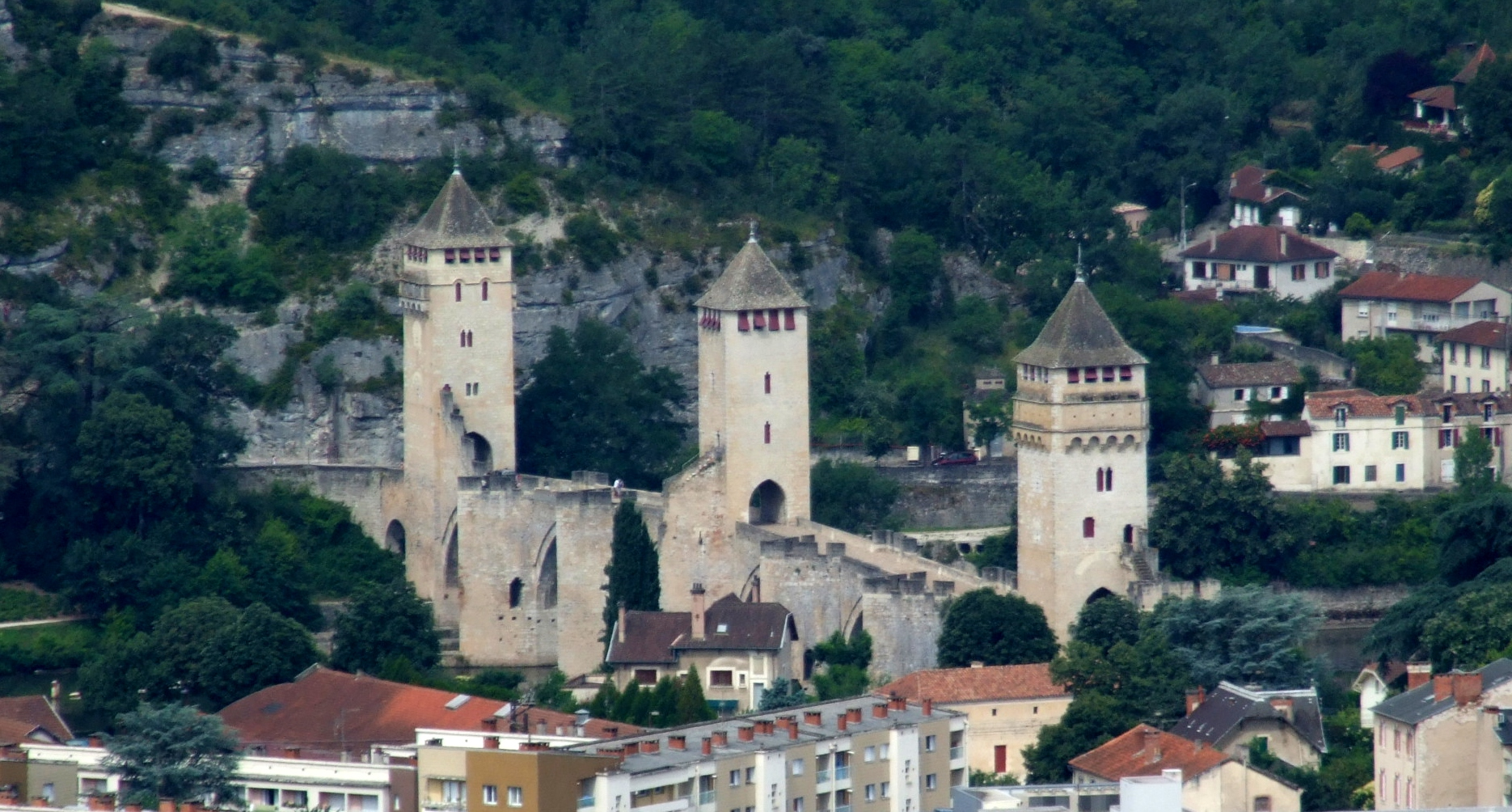
Eine der am besten erhaltenen befestigten Brücken Europas: Die Pont Valentré von Cahors

Eine Brückenburg diente der militärischen Überwachung und Sicherung eines Flussüberganges. Im engeren Sinn bezeichnet man mit diesem Begriff nur Burgen, die direkt an oder auf einer Brücke angelegt wurden. Manchmal werden allerdings auch Burganlagen in der Nähe einer Brücke als Brückenburgen angesprochen.
Die Wehranlagen waren oft auch als Zollburgen konzipiert und wurden nur von einer Wachmannschaft bewohnt. In Europa haben sich besonders im Süden und Südosten des Kontinents einige Beispiele für Brückenburgen erhalten.
Der – in der Fachliteratur nur selten ausführlicher behandelte – Bautypus der Brückenburg lässt sich nicht immer eindeutig von der „befestigten Brücke“ abgrenzen. Im mittelalterlichen Europa wurden zahlreiche Flussübergänge durch Turmbauten und Vorwerke gesichert.

## Beispiele für Brückenburgen
Im italienischen Capua (Provinz Caserta) kann das staufische Doppelturmtor der römischen Brücke über den Volturno als Brückenburg eingeordnet werden. Friedrich II. von Hohenstaufen errichtete hier als Eingangstor zum Königreich Sizilien ein repräsentatives „Staatsbauwerk“, dessen erhaltene Reste nur noch wenig von seiner einstigen Bedeutung erahnen lassen.
Als größte erhaltene Brückenburg gilt die rechteckige Anlage von Valeggio sul Mincio (Provinz Verona, Norditalien). Gian Galeazzo Visconti befahl hier im Spätmittelalter zwischen Mantua und dem Gardasee die Anlage einer mächtigen Brückenfestung unter der vierflügeligen Hauptburg des Ortes. Das Brückenkastell liegt etwa 100 Höhenmeter unter der Höhenburg. Drei Torbauten werden durch Zwischenmauern mit 14 Schalentürmen verbunden. Der Torturm unterhalb der Höhenburg ist auffallend schwach ausgeführt. Die Wohnräume der Wachmannschaft lagen im mittleren Tor. Dieser Torbau sperrt den Übergang ähnlich wie das hintere Tor als massiver Querriegel.
Die berühmte Brückenburg Stari most von Mostar (Bosnien-Herzegowina) wurde 1993 durch bosnisch-kroatische Truppen teilweise zerstört, konnte aber rekonstruiert werden. Ursprünglich schützten hier um 1450 zwei große Wehrtürme an beiden Ufern eine Hängebrücke, die 1566 durch einen steinernen Bogen ersetzt wurde.

## Befestigte Brücken
Ein charakteristisches Beispiel einer „befestigten Brücke“ ist die Pont Valentré bei Cahors (Okzitanien) in Südfrankreich. Die Anlage ist bis auf die – im 19. Jahrhundert beseitigte – östliche Barbakane (Torburg) nahezu vollständig erhalten. In Deutschland und Mitteleuropa konnten nur Reste von Brückenbefestigungen bewahrt werden. Meist stehen nur noch einzelne Tortürme, wie etwa in Regensburg (Steinerne Brücke) oder Prag (Karlsbrücke).